# Terahertzes spektroszkópia
A terahertzes spektroszkópia olyan spektroszkópiai módszer, amelynek során a mintán átmenő, a róla visszavert (reflektált), vagy a kibocsátott (emittált) terahertzes frekvenciájú elektromágneses sugárzást figyeljük meg, és ennek tulajdonságaiból következtetünk a minta anyagi összetevőire, illetve a benne lezajló fizikai folyamatok, jelenségek jellemzőire.

## A módszer kialakulásának története
A teljes elektromágneses spektrumban a terahertzes frekvenciájú tartomány a legkevésbé felderített terület, annak ellenére, hogy Heinrich Rubens és Ferdinand Kurlbaum már 1900-ban megmérték a feketetest emissziós spektrumát a 6 THz alatti frekvenciákon is. Ennek a mérési sorozatnak, továbbá a Rubens és Planck közötti egyeztetéseknek fontos szerepe volt abban, hogy Max Planck 1900 decemberében közzétette az azóta róla elnevezett sugárzási törvényt, ugyanis Rubensék mérései kísérletileg igazolták Planck elméleti úton nyert eredményeit.
Ezután mégis sok évtizedig elég egzotikus terület maradt, ez az akkoriban inkább távoli-infravörösnek, illetve szubmilliméteresnek nevezett tartomány. Az 1970-es években kezdték csak felfedezni, hogy egyedülálló lehetőségeket jelent a csillagászati megfigyelésekben. Azóta sok, a THz-es sugárzás észlelésére alkalmas földi és űrbéli távcsövet építettek és telepítettek.
A terahertzes tudományok rohamos fejlődése és széles körű elterjedése lényegében csak 20-30 éves múltra tekint vissza. Azóta állnak rendelkezésre ugyanis kisméretű, viszonylag kényelmesen és egyszerűen használható eszközök a 1012 Hz körüli frekvenciájú elektromágneses sugárzás előállítására és detektálására.